# NGC 1857
NGC 1857 је расејано звездано јато у сазвежђу Кочијаш које се налази на NGC листи објеката дубоког неба.
Деклинација објекта је + 39° 20' 36" а ректасцензија 5h 20m 5,0s. Привидна величина (магнитуда) објекта NGC 1857 износи 7,0. NGC 1857 је још познат и под ознакама OCL 428.